# Tempio di Apollo Patroos

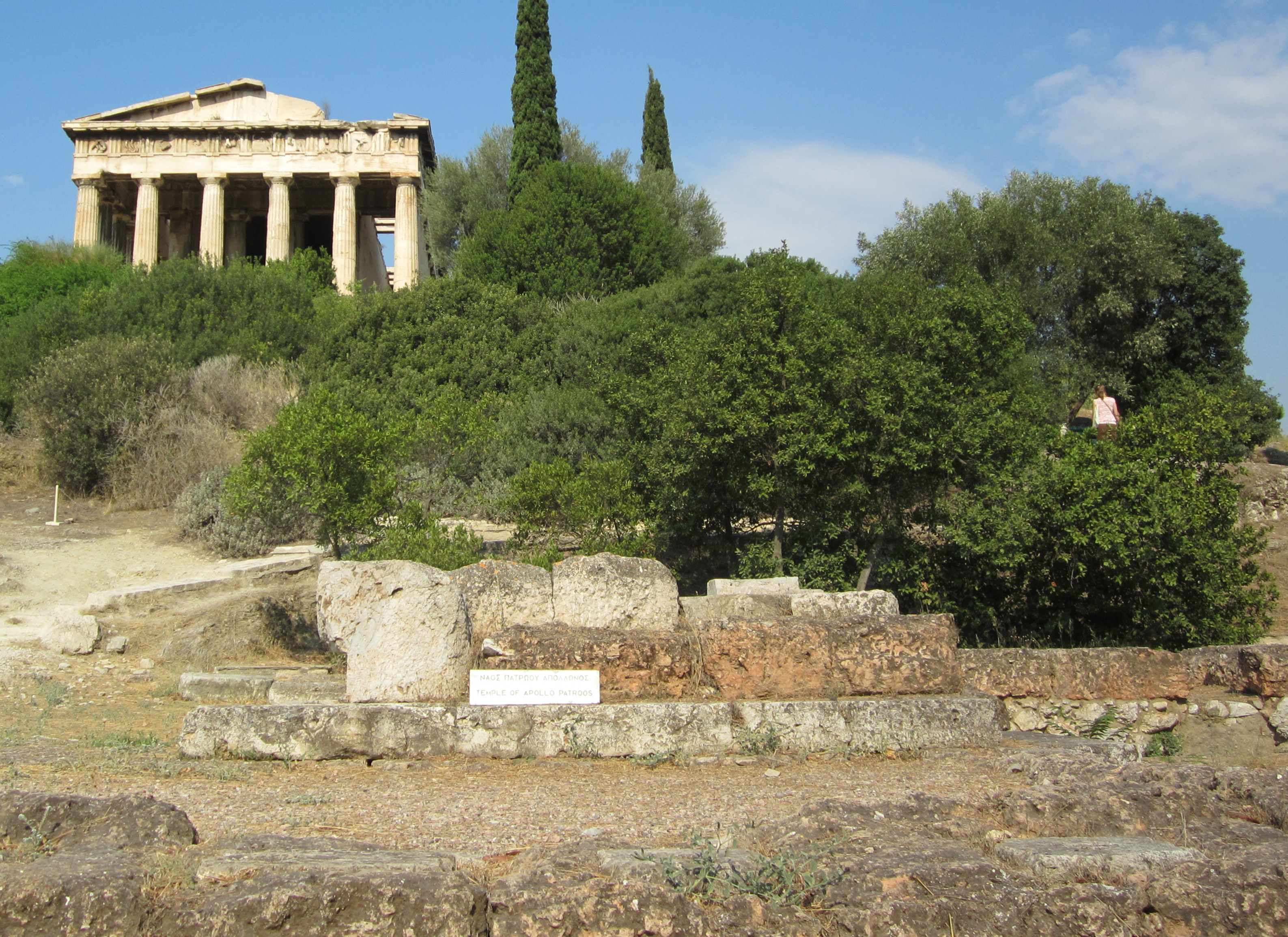
Il tempio di Apollo Patroos ad Atene.

Il tempio di Apollo Patroos era un edificio eretto nella parte occidentale dell'agorà di Atene, tra la stoà di Zeus e il metroon. L'edificio potrebbe essere stato costruito su un precedente tempio di Apollo datato al VI secolo a.C., forse distrutto dai Persiani nel 480 a.C. Databile tra la fine del IV secolo a.C. e la prima parte del III secolo a.C., misurava circa 10x16 metri, era tetrastilo in antis (o esastilo) con un adyton impostato sul lato nord, in comunicazione con la cella, il quale formava con il corpo principale una struttura a L. Sul lato nord si trovava anche un più piccolo e precedente tempio, datato al terzo quarto del IV secolo a.C., che si pensò, nelle prime pubblicazioni relative al sito, potesse essere consacrato a Zeus Phratrios e Atena Phratria, in base ad un collegamento ideale privo di testimonianze materiali o letterarie certe, e che potrebbe essere stato un primo tempio dedicato ad Apollo Patroos sostituito in seguito da quello costruito più a sud.

## Storia e descrizione
Dopo aver scritto dei suoi dipinti nella stoà di Zeus, Pausania ricorda Eufranore anche come autore della statua di culto consacrata ad Apollo Patroos, che si trovava nel tempio vicino. Di fronte a questo tempio si trovavano anche una statua di Apollo opera di Leocare e una statua di Apollo Alexikakos opera di Calamide (Paus., I, 3.4). Essendo il Metroon l'edificio successivo nell'itinerario di Pausania si è dedotto che il tempio di Apollo Patroos dovesse trovarsi tra questo e la stoà di Zeus.
Il risultato degli scavi, condotti a partire dal 1895 dall'Istituto archeologico germanico e dai greci (Greek Archaeological Service) nell'area occidentale dell'agorà, fu pubblicato insieme ai risultati degli scavi dell'ASCSA (1931-1935) nel 1937 da Homer Thompson.  In base alla ricostruzione effettuata dal Thompson l'area doveva essere stata occupata da un edificio absidale dedicato ad Apollo risalente al tardo VI secolo a.C.; le testimonianze e le deduzioni relative alla forma e alla stessa esistenza di tale edificio tuttavia non sono considerate conclusive. Dopo il saccheggio da parte dei Persiani, non presentando segni di riedificazione, l'area sarebbe stata utilizzata come recinto aperto. Il piccolo tempio a fianco della stoà di Zeus, a soli 4 metri da quest'ultima, è datato alla seconda metà del IV secolo a.C. da testimonianze materiali di tipo ceramico. Accanto a questo piccolo tempio dovette sorgere, in epoca immediatamente successiva, ma facente parte secondo la ricostruzione del Thompson di uno stesso progetto architettonico, un secondo edificio a forma di L; in realtà, la cronologia relativa alla costruzione del muro di contenimento dietro la stoà di Zeus sembrerebbe negare questa connessione progettuale tra i due edifici. Si presunse, in assenza di prove evidenti, che il tempio in cui Pausania vide la statua di Apollo Patroos di Eufranore fosse l'edificio più grande, mentre quello più piccolo il Thompson ritenne potesse essere dedicato a Zeus Phratrios e Atena Phratria, trattandosi anche in questo caso di divinità ancestrali degli ateniesi.
Una serie di considerazioni di tipo stilistico-architettonico, oltre alla cronologia relativa alla carriera di Eufranore, condussero il Thompson a fissare al 325 a.C. il limite inferiore per la costruzione dell'edificio a forma di L, per il quale sembrava non esistessero testimonianze di tipo archeologico, datandolo quindi al terzo quarto del IV secolo a.C. Più recenti ricerche hanno permesso di datare posteriormente al 313 a.C. il timbro presente sull'ansa di un'anfora da trasporto rinvenuta nel pozzo che si trovava a sud del tempio, il cui scarico era stato interrotto con la costruzione dell'edificio. Questo dato, insieme a quelli già rilevati, sembra tracciare lo sviluppo dell'area come un graduale processo protrattosi per gran parte del IV secolo a.C. e fino ai primi decenni del III, che può aver affiancato lo sviluppo del culto di Apollo Patroos ad Atene, conclusosi con l'edificazione del tempio a forma di L.

### Le statue

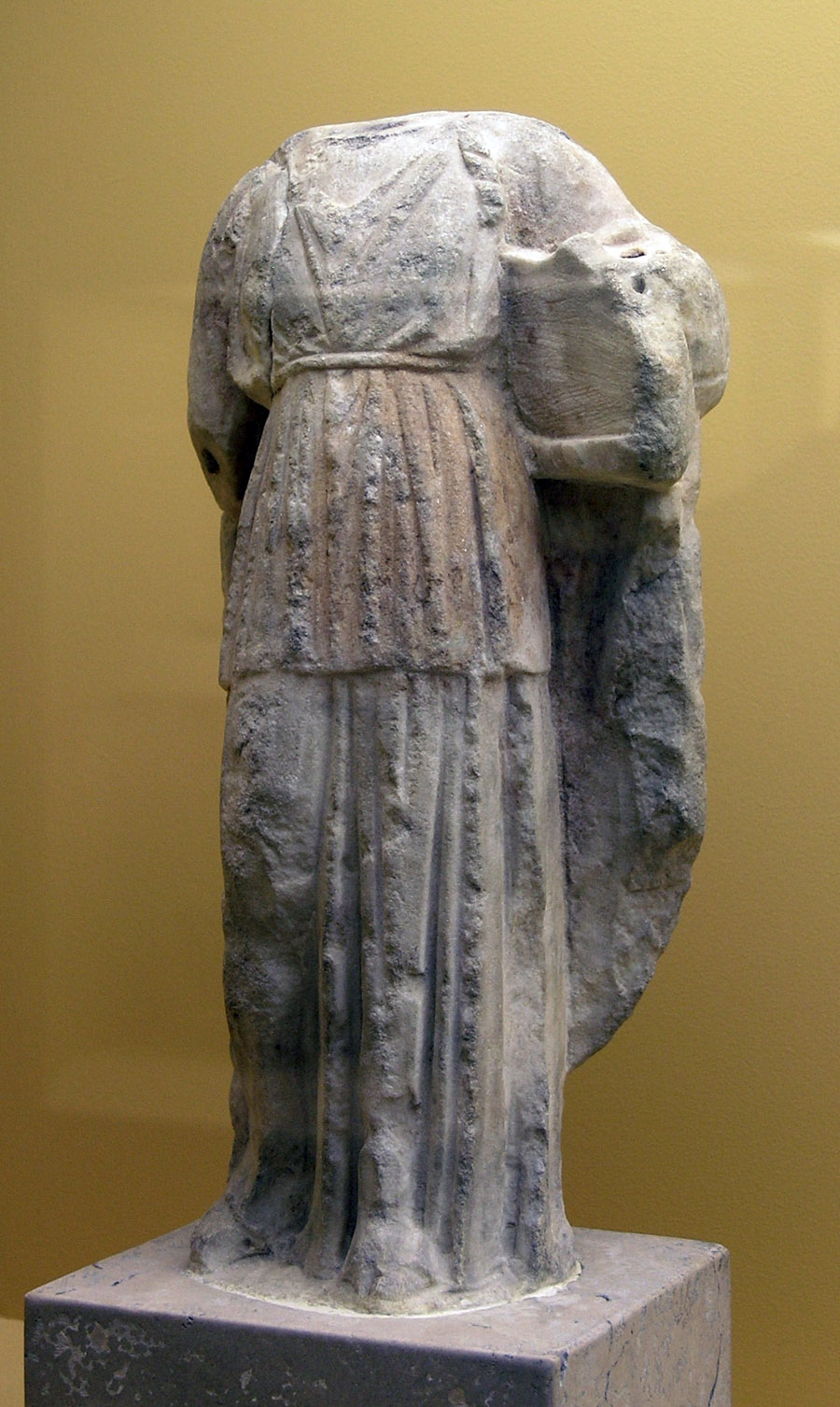
Apollo Patroos. Copia di originale greco di Eufranore, conservato al Museo dell'Agorà.

Originariamente l'Apollo Patroos era una divinità privata e sembra che un culto pubblico sia emerso ad Atene solo nel IV secolo a.C. Numerose fonti letterarie e epigrafiche attestano che l'Apollo Patroos era considerato dagli ateniesi come l'equivalente dell'Apollo di Delfi, esistono inoltre iscrizioni a Delfi e ad Atene che collegano l'Apollo Pizio, l'Alexikakos e il Patroos come tre aspetti di una stessa divinità i cui sacrifici potevano essere offerti separatamente in uno stesso santuario.
La statua trovata nel 1907 a 20 metri a sud del tempio, stilisticamente databile al terzo quarto del IV secolo a.C., è stata assegnata ad Eufranore fin dal suo ritrovamento; l'ottima conservazione della superficie marmorea tuttavia non è un elemento utile all'attribuzione: la statua di Eufranore, seguendo Pausania, si trovava all'interno del tempio, ma le altre due potevano trovarsi ugualmente protette dalle intemperie al di sotto del portico.
La presenza delle statue di Leocare e Eufranore non presenta problemi cronologici, esse potrebbero essere state commissionate in un'epoca precedente all'edificazione del tempio, forse in collegamento con il piccolo edificio a nord di quest'ultimo che risulta essere ad esse contemporaneo. Più problematico è il collegamento con la statua di Calamide, autore dell'Apollo Alexikakos il quale, come riferisce Pausania, era stato indicato dall'oracolo di Delfi come la divinità che aveva placato l'epidemia diffusasi ad Atene nel 430-427 a.C. Nella ricostruzione del Thompson l'opera di Calamide poteva trovare una prima collocazione per il tempio del VI secolo a.C. e aver ricevuto una nuova consacrazione a seguito dell'epidemia della seconda metà del IV; d'altra parte, come sembra dimostrare la stessa incongruenza presente in Pausania al riguardo dell'Eracle Alexikakos di Ageladas di Argo, l'esistenza di questo edificio del VI secolo a.C. o il suo collegamento ad Apollo non sono necessari all'ipotesi di una precedente creazione della statua per un'occasione simile, non nominata o dimenticata dal periegeta e dalle sue fonti. Emil Reisch all'inizio del XX secolo aveva proposto l'esistenza di un giovane Calamide, scultore del IV secolo a.C., al quale attribuire l'Alexikakos, collegandolo ad un passo di Pausania (X.19.4) in cui il periegeta nomina uno scultore allievo di Calamide e di nome Praxias, il quale avrebbe partecipato alla ricostruzione dei frontoni del tempio di Apollo a Delfi tra il 360 e il 330 a.C. Altra occorrenza che potrebbe far considerare l'esistenza di un secondo Calamide riguarda la collaborazione tra Calamide e Skopas di Paro per un gruppo composto da tre Erinni ad Atene, nel quale le figure laterali sarebbero di Skopas e quella centrale di Calamide (Scoliaste di Eschine, Contra Timarchum 188).

### L'altare
Un altare trovato nei pressi della parte a nord della stoà di Attalo, in marmo grigio e con un'iscrizione su due linee che lo collega al culto di Zeus Phratrios e Atena Phratria è stato collegato dal Thompson a una base in poros trovata di fronte al piccolo edificio che egli aveva collegato alle stesse divinità. La base in poros è stata utilizzata in due epoche differenti, per il suo primo utilizzo il Thompson ha ipotizzato un collegamento con la lastra in marmo grigio appena citata, per il quale tuttavia occorre immaginare l'esistenza di un plinto di connessione; il riutilizzo della base in epoca successiva potrebbe essere avvenuto in collegamento con una lastra dedicata invece ad Apollo Patroos, trovata nei pressi del Varvakeion (a circa 500 m a nord dell'Agorà), che già il Thompson datava alla fine del IV secolo a.C. o all'inizio del III e che potrebbe collegarsi all'edificazione e consacrazione ad Apollo Patroos del tempio a forma di L.